# بليك هورتون
بليك هورتون (بالإنجليزية: Blake Horton)‏ هو لاعب كرة قدم أسترالي، ولد في 11 أغسطس 1994 في بلدة ناورا في أستراليا. لعب مع نادي تلستار ‏.

## وصلات خارجية
- بليك هورتون على موقع قاعدة بيانات كرة القدم.إي يو (الإنجليزية)
- بليك هورتون على موقع Soccerway.com (الإنجليزية)